# MON-50
MON-50 (MON je v ruštině zkratka pro minu protipěchotní, fragmentační, směrovou, řízeně odpalovanou) je směrová protipěchotní mina tvaru „claymore“ (obdélníková a mírně konkávní) vyvinutá a vyrobená v Sovětském svazu. Je uzpůsobena pro ranivý, popř. smrtící tříštivo-trhavý účinek. Mina je podobná americkému typu M18 Claymore. Byla používána v mnoha zemích světa. Protože mina v konfiguraci s dálkovým odpalovacím zařízením nespadá pod Ottawskou úmluvu, je stále možné ji vyrábět a nasazovat. I proto je mina MON-50 (a jí příbuzné typy) široce využívána v rusko-ukrajinském konfliktu.

## Design
Je vybavena skládacími nožkami nůžkovitého typu pro upevnění a zamíření, stejně tak je ale možno využít uchycovacího bodu na spodní části těla miny za účelem připojení speciálního bodce nebo čelistí a následně minu upevnit například na strom, kovovou tyč apod. Na horní straně těla miny jsou umístěna štěrbinová mířidla a po obou jejich stranách jsou umístěny otvory pro roznětky. Mina obsahuje 700 g výbušniny RDX (PVV-5A), která je schopna rozmetat přibližně 540 nebo 485 střepin do smrtící dálky 50 metrů v oblouku 54° (27° na každou stranu od svislé osy těla miny). Jako střepiny mohou být v závislosti na konkrétní verzi miny použity ocelové kuličky (540) nebo krátké ocelové tyčky (485). MON-50 je obvykle iniciována prostřednictvím PN manuálního induktoru a EDP-R elektrického detonátoru. Rovněž může být odpálena velkým množstvím spínačů pro účel nachystání léčky, včetně páky MUV, nástražného drátu MVE-72, nebo seismického ovladače VP13. MON50 bude nejčastěji umístěna nad zemí, buďto přímo na zemském povrchu nebo v korunách stromů za účelem co největšího rozptylu střepin. Je vodotěsná a funguje v rozmezí teplot od −50 °C do 50 °C (může být i zakopána do sněhu, pokud náhrab před ní nedosáhne tloušťky více než 10 cm – v takovém případě je účinek miny značně omezen). Mina může být detekována vizuálně nebo pomocí detektoru kovů. Při některých způsobech iniciace může být mina odolná účinkům tlakové vlny od explozivních odminovacích systémů, jako je např. Giant Viper a M58 MICLIC. MON-50 se stále vyrábí v Ruské federaci a v Bulharsku. Je široce používána v mnoha částech světa. Dodává se v textilním nosiči s dvěma pouzdry, která obsahují všechny komponenty pro upevnění a iniciaci miny. Rovněž může být dodána v soupravě VKPM-2, která obsahuje 4 kompletní miny s náhradními roznětkami, ovládací panel a drát.

## Specifikace
- Země původu: SSSR
- Materiál: plast
- Tvar: Claymore
- Barva: Zelená, šedá, olivová
- Celková hmotnost: 2 kg
- Bojová látka: 700 g RDX (PVV-5A)
- Délka: 226 mm
- Šířka: 35 mm
- Výška: 155 mm
- Roznětka #1: PN manuální induktor, bleskovicí napojený na elektrický detonátor EDP-R
- Roznětka #2: (jeden z následujících)
- Mechanická páka MUV
- Nástražný drát MVE-72 (na baterii)
- Seismický ovladač VP13 (na baterii)

## Další informace a účinky
Mina disponuje konvenčním či pokročilým seismickým odpalovacím systémem. Jedná se o ručně kladenou směrovou fragmentační minu, která je normálně odpalována na povel. Je známo její použití se seismickým ovladačem VP13, který zabraňuje přiblížení se k mině za účelem jejího odstranění. Při výbuchu mina běžně rozmetá smrtící střepiny na vzdálenost 40–60 metrů, ačkoli reálně hrozí nebezpečí na vzdálenost až 300 metrů (na základě testů typu M18A1 Claymore americkou armádou).